# Otto Herzog (Bergsteiger)
Otto Herzog (* 5. Oktober 1888 in Fürth; † 27. August 1964 in München), genannt Rambo, war ein deutscher Extremkletterer und Bergsteiger, der zu Beginn des 20. Jahrhunderts zu den besten Felskletterern des Alpenraums zählte.

## Leben
Herzog war ein gelehrter Schreiner und Zimmermann. Der Mythos, dass er der erste Kletterer gewesen sei, der Karabinerhaken benutzte, oder dass er Karabinerhaken erfunden hat, ist widerlegt. Allerdings nutzte er sie für einige anspruchsvolle Anstiege und neue Techniken. Er war einer der Ersten, die den Seilzugquergang praktizierten. Otto Herzog war Soldat im Ersten Weltkrieg und kehrte mit einer Handverletzung zurück; schaffte es aber dennoch, schnell wieder höchste Kletter-Schwierigkeitsgrade zu erreichen.
Im Jahr 1913 erfolgte durch ihn die Erstdurchsteigung der Schüsselkarspitze-Südwand zusammen mit Hans Fiechtl. Diese Tour stellte zum damaligen Zeitpunkt eine der schwersten Klettereien überhaupt dar und näherte sich bereits dem VI. Grad.
1921 erfolgte die Erstbegehung der „Ha-He-Verschneidung“ an der Dreizinkenspitze im Karwendel zusammen mit Gustav Haber. Damit wurde der VI. Grad faktisch erreicht. Neben Wiessners und Rossis „Südost“ an der Fleischbank und Solleders und Lettenbauers Durchstieg durch die Civetta-Nordwestwand gab es mit der „Ha-He-Verschneidung“ drei Routen, durch die der Ruf nach einer Erweiterung der damals fünfstufigen Dülferskala zur Bewertung der Schwierigkeitsgrade beim Klettern immer lauter wurde. Willo Welzenbach führte daraufhin die sechsstufige Skala ein, wodurch die „Ha-He-Verschneidung“ auch offiziell zu einer der schwierigsten Routen alpenweit wurde.
Herzog werden 178 Erstbegehungen und 26 absolute Erstbesteigungen zugerechnet. Nach seinen Kletterleistungen in den Ostalpen war er auch in Montenegro und im Kaukasus alpinistisch aktiv.
Nach ihm ist die Herzogkante der Lalidererspitze im Karwendel benannt, die er 1911 erstbestieg.